# پچلین (استان بورگاس)
پچلین (به بلغاری: Pchelin) یک منطقهٔ مسکونی در بلغارستان است که در استان بورگاس واقع شده‌است.